# Champéon
Champéon ist eine französische Gemeinde mit 624 Einwohnern (Stand: 1. Januar 2022) im Département Mayenne in der Region Pays de la Loire. Die Gemeinde gehört zum Kanton Lassay-les-Châteaux und zum Arrondissement Mayenne. Die Einwohner werden Champéonnais genannt.

## Geographie
Champéon liegt etwa 36 Kilometer nordnordwestlich von Le Mans. Umgeben wird Champéon von den Nachbargemeinden Montreuil-Poulay im Norden, Le Horps im Osten und Nordosten, Marcillé-la-Ville im Süden und Südosten, Aron im Südwesten sowie Saint-Fraimbault-de-Prières im Westen.

## Bevölkerungsentwicklung
| Jahr      | 1962 | 1968 | 1975 | 1982 | 1990 | 1999 | 2006 | 2019 |
| Einwohner | 686  | 615  | 555  | 503  | 496  | 512  | 569  | 600  |

## Sehenswürdigkeiten
- Kirche Saint-Médard
- Kapelle Saint-Joseph
- Kapelle Saint-Siméon
- Schloss Le Frêne aus dem 15. Jahrhundert, seit 2008 Monument historique
- Schloss Les Vaux aus dem 15. Jahrhundert, seit 1984 Monument historique

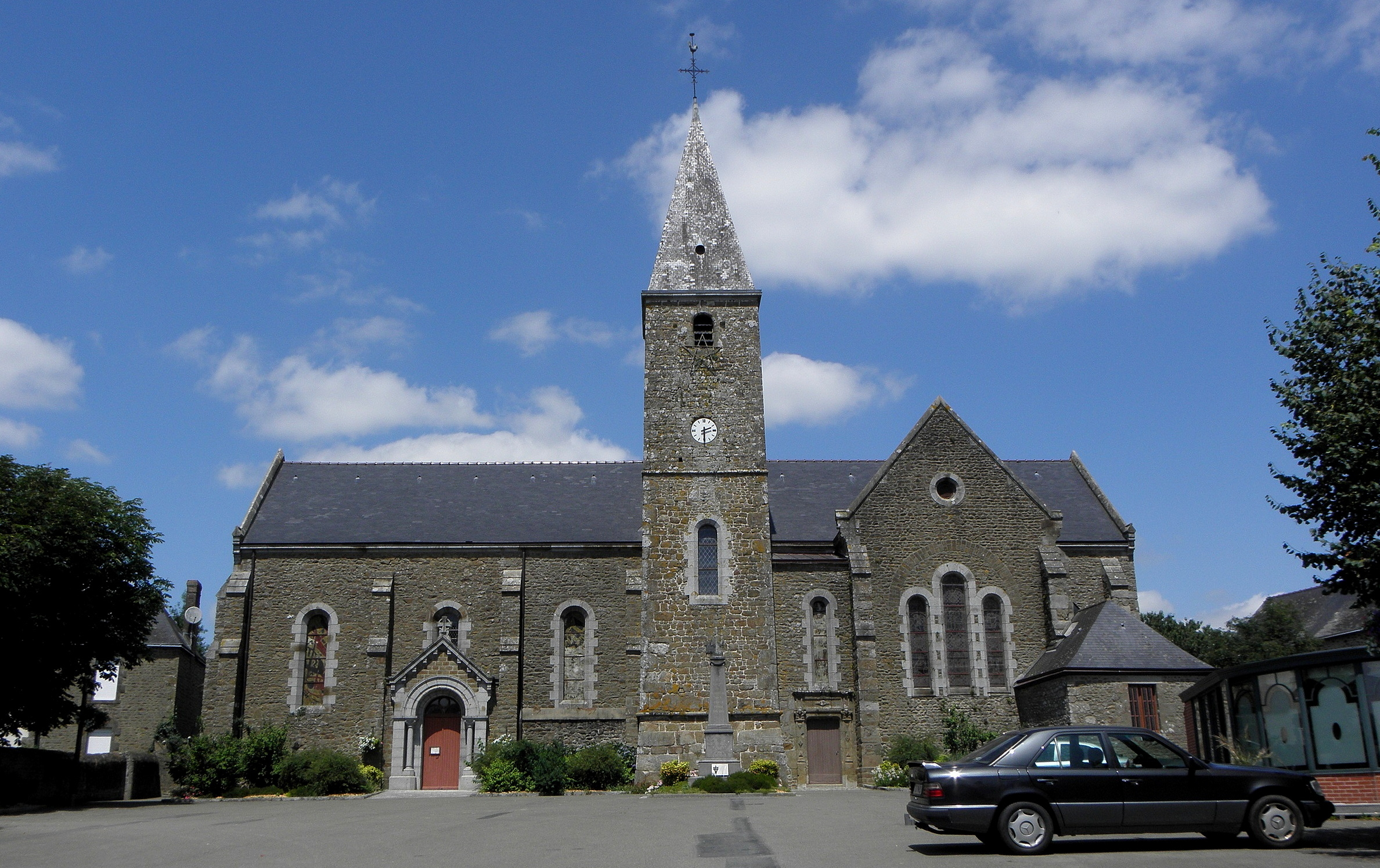
Kirche Saint-Médard